# Trịnh Duy Đồng
Trịnh Duy Đồng (giản thể: 郑惟桐, bính âm: Zheng Weitong; sinh năm 1994) là một kỳ thủ cờ tướng người Trung Quốc, quê ở Thành Đô, Tứ Xuyên. Hiện tại, anh đang đứng thứ hai trên bảng xếp hạng elo cờ tướng Trung Quốc, chỉ sau Vương Thiên Nhất.

## Sự nghiệp
Trịnh Duy Đồng đã giành chức vô địch cờ tướng thiếu niên Trung Quốc năm 12 tuổi. Năm 2009, anh tham gia giải cờ tướng cá nhân Trung Quốc và xếp thứ 12.
Trịnh Duy Đồng có biệt danh là 'Thục Sơn thiếu hiệp, nổi tiếng với lối chơi công thủ toàn diện, mạnh ở cả ba giai đoạn khai trung tàn.
Năm 2014 và 2015 là đỉnh cao của Trịnh Duy Đồng khi anh giành 2 chức vô địch Giải vô địch cờ tướng cá nhân Trung Quốc liên tiếp., cùng với đó là một chức vô địch Giải vô địch cờ tướng thế giới năm 2015
Năm 2019, Trịnh Duy Đồng ghi thêm thành tích đỉnh cao với 1 chức vô dịch cờ tướng châu Á và 1 cúp quốc tế Bích Quế Viên.
Từ năm 2022 Trịnh Duy Đồng ít thi đấu cờ tướng để tập trung theo học ở Đại học Thanh Hoa. Năm 2023, anh tham gia Asiad 2023, giành được cả 2 huy chương vàng cờ tướng nội dung cá nhân và đồng đội cho đội tuyển cờ tướng Trung Quốc.

## Thành tích nổi bật
- Vô địch cờ tướng thế giới năm 2015
- Vô địch cờ tướng châu Á 2019
- Vô địch cá nhân Trung Quốc năm 2014, 2015
- Cúp Bích Quế Viên 2019
- Cúp Bích Quế Viên 2021
- Xạ thủ vương Giáp cấp liên tái 2021[10]
- Huy chương vàng Asiad 2023 nội dung cá nhân và đồng đội.

## Xếp hạng Elo cờ tướng
Xếp số hai thế giới kể từ ngày 30 tháng 6 năm 2015 (xếp sau Vương Thiên Nhất).
- Elo hiện tại: 2749 (31/12/2021)[2]
- Elo tốt nhất: 2749 (31/12/2021)[11]